# Międzynarodowy Rok Chemii

logo

Międzynarodowy Rok Chemii 2011 (ang. International Year of Chemistry 2011), IYC 2011 – rok proklamowany 63. rezolucją Zgromadzenia Ogólnego Narodów Zjednoczonych 19 grudnia 2008 roku. Koordynatorami obchodów są: UNESCO oraz Międzynarodowa Unia Chemii Czystej i Stosowanej (IUPAC), zaś hasłem: Chemia – nasze życie, nasza przyszłość.
Historia
Międzynarodowy Rok Chemii wyznaczono na 2011 rok nieprzypadkowo. W tym roku przypada bowiem zarówno setna rocznica otrzymania Nagrody Nobla przez Marię Skłodowską-Curie za wydzielenie czystego radu jak i utworzenia Międzynarodowego Zrzeszenia Towarzystw Chemicznych, którego bezpośrednim następcą jest IUPAC (1918).
Znaczenie i cel
Rok ten ma na celu uzmysłowienie społeczeństwu znaczenie chemii w procesie zachodzących zmian klimatycznych i w utrzymaniu czystości środowiska, oraz podkreślenie wkładu kobiet w rozwój nauki jak i potrzebę międzynarodowej współpracy naukowej.
Obchody
3 grudnia 2010 roku Sejm Rzeczypospolitej Polskiej podjął Uchwałę w sprawie ustanowienia roku 2011 Rokiem Marii Skłodowskiej-Curie. Obchody IYC'2011 odbywają się w  pod honorowym patronatem Prezydenta RP Bronisława Komorowskiego. 
Z kolei uroczystości 100 rocznicy przyznania Nagrody Nobla w dziedzinie chemii Marii Skłodowskiej-Curie będą odbywać się jednocześnie w Polsce i we Francji. W obu krajach patronat będą sprawować prezydenci: Bronisław Komorowski i Nicolas Sarkozy.